# Macaca nigra
O macaco-negro (Macaca nigra) é um Macaco do Velho Mundo da subfamília Cercopithecidae, que ocorre no nordeste da Indonésia e nas Celebes e em algumas pequenas ilhas vizinhas. É conhecido por yaki, no idioma local.

## Descrição
A pele e a face são inteiramente de cor preta, com exceção de alguns pelos brancos nos ombros. O longo focinho com bochechas altas e um longo tufo de cabelos, ou "crista", no topo da cabeça são característicos. A cauda tem aproximadamente 2 cm de comprimento. O corpo mede entre 44 e 60 cm e pesam entre 3,6 e 10,4 kg, sendo uma das menores espécies do gênero Macaca. Vivem até 20 anos.

## Ecologia

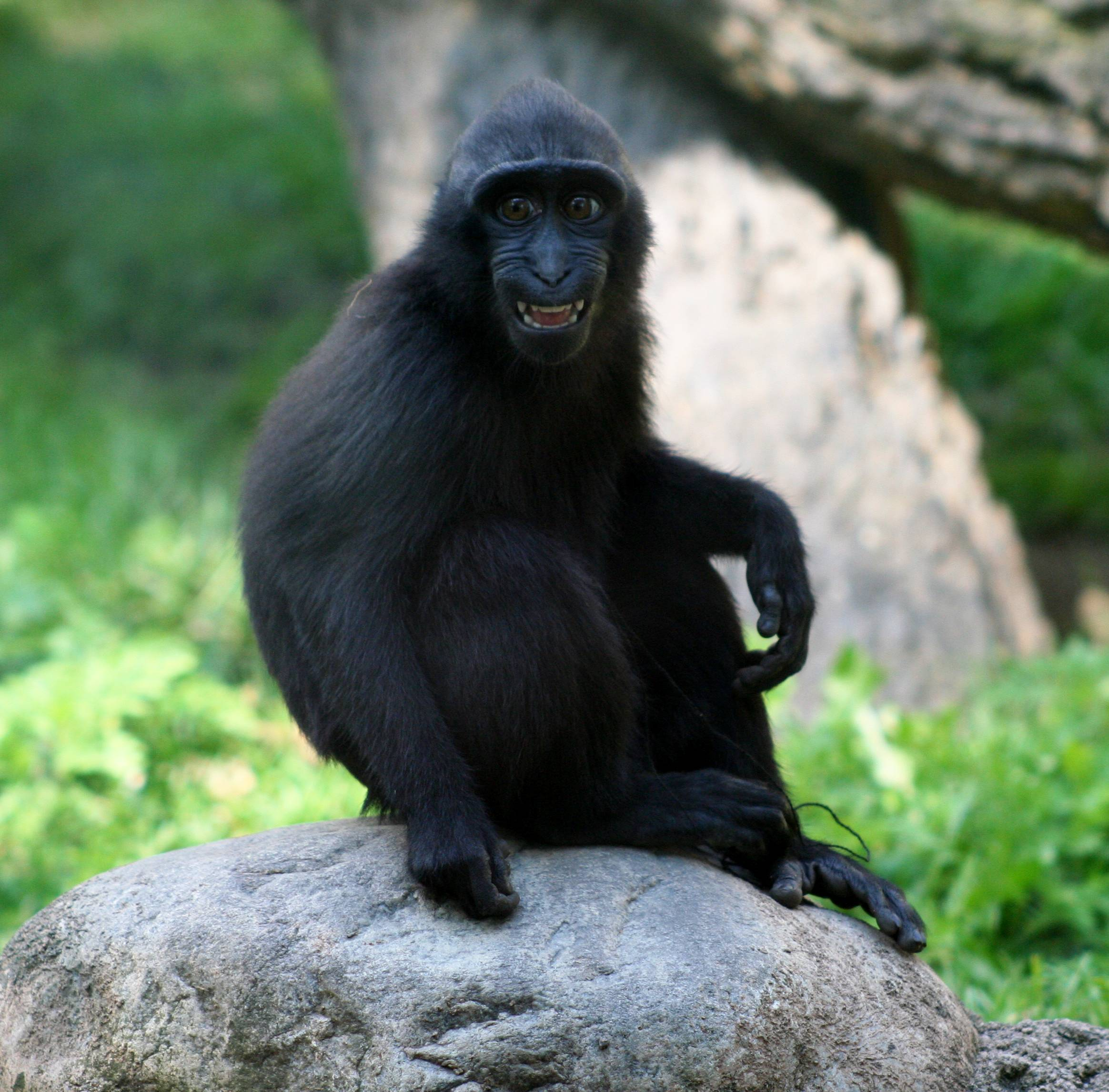
Juvenil

M. nigra é um animal diurno e habitat florestas chuvosas. Tem hábitos primariamente terrestres e passa a maior parte do tempo (cerca de 60%) forrageando no solo.
É um animal frugívoro, com cerca de 70% da dieta consistindo de frutos. Também se alimenta de folhas, brotos, sementes, aves e ovos, insetos e ocasionalmente, pequenos lagartos e sapos.

### Comportamento social
Vivem em grupos entre 5 e 25 animais. Pequenos grupos tem somente um macho, enquanto grandes grupos pode ter até quatro. As fêmeas, entretanto, sempre estão em número quatro vezes maior que os machos. Já que jovens machos devem deixar o grupo ao alcançarem maturidade sexual, eles muitas vezes forma grupos somente de machos antes de se juntarem a um grupo misto. Comunicação consiste de vários sons em gestos, como por exemplo, a exibição dos longos caninos como forma de gesto de ameaça.
Essa espécie tem um sistema de acasalamento promíscuo, enquanto machos e fêmeas copulam múltiplas vezes com múltiplos parceiros. A receptividade das fêmeas é claramente indicada por uma extrema intumescência e vermelhidão das nádegas, em contraste com a cor preta da pelagem. A gestação dura 174 dias, e nascem geralmente, um filhote por vez, que se alcançam a maturidade sexual com cerca de 4 anos, sendo que as fêmeas podem alcançar antes.

## Interações com humanos
Devido ao desmatamento para criação de campos cultivados, M. nigra é caçado como praga nesses locais. Também é caçado pela carne. A derrubada de florestas ameaça sua sobrevivência. A situação em ilhas vizinhas às Celebes é melhor, visto que existe pouca ocupação humana (como observado em Bacan). A população estimada nas Celebes está entre 4000 e 6000, enquanto que em Bacan é cerca de 100 000.
Estudos recentes realizados entre 2004 e 2009 mostram que a densidade de animais nas Celebes caiu de mais de 300/km² na década de 1980, para cerca de 60, atualmente. Um programa de conservação Selamtkan Yaki - "Salve o Yaki" - foi iniciado com participantes locais e da Tailândia, Alemanha e a Wildlife Conservation Society (com base nos Estados Unidos).
Desde 2006, o Macaca Nigra Project promove estudos da biologia e conservação da espécie. O projeto, tem colaboração com o Centro de Primatologia Alemão e a Universidade Agrícola Bogor e está localizado na Reserva Natural Tangkoko Batuangus, onde existe a maior população da espécie em sua distribuição nativa.